# Invista
Invista je jeden z největších světových výrobců umělých textilních vláken, umělé pryskyřice a meziproduktů.
Firma vznikla v roce 2003 jako dceřiná společnost firmy DuPont. Od roku 2004 vlastní Invistu soukromá společnost Koch Industries, na začátku 21. století zaměstnávala asi 10 000 lidí ve více než 20 zemích .
V roce 2014 vyráběla Invista následující registrované značky textilních vláken:
Dacron, Lycra, Tactel (mikrovlákno), Supplex, Antron (vlákna na kobercové příze), Comforel, Supriva.